# Bahía de Santa Elena
La bahía de Santa Elena es una bahía sobre el golfo de Santa Elena sobre la costa de la Península de Santa Elena, Provincia de Guanacaste, Costa Rica, bañada por las aguas del Océano Pacífico. Abarca unos 9 km².
La bahía forma parte de la costa del Parque nacional Santa Rosa. Es una bahía muy cerrada, cuya abertura hacia el océano mide aproximadamente 1 km y se encuentra orientada hacia el norte.